# Tiny Kox
Martinus Josephus Maria Kox, dit Tiny Kox, né le 6 mai 1953 à Zeelst, est un homme politique néerlandais. Membre du Parti socialiste (SP), il est sénateur à la Première Chambre des États généraux depuis le 10 juin 2003 et représentant des Pays-Bas à l'Assemblée parlementaire du Conseil de l'Europe (APCE) depuis le 22 janvier 2007, où il préside le Groupe pour la gauche unitaire européenne (GUE) jusqu'au 24 janvier 2022, lorsqu'il est élu président de l'APCE pour un mandat initial d'un un.

## Biographie

### Jeunesse
Tiny Kox est diplômé à Eersel (1970) et à Eindhoven (1973) avant d'obtenir une maîtrise en droit à l'université de Tilbourg (1975). 

### Carrière nationale
De 1978 à 1982, il est coordinateur au centre d'aide juridique de Tilbourg. En 1978, il devient éditeur du Buurtkrant, un bulletin du Parti socialiste (SP) dont il devient membre en 1975. En 1981, il devient rédacteur en chef de De Tribune, l'organe presse du SP, puis l'année suivante, conseiller municipal et chef de groupe au conseil municipal de Tilbourg et ce jusqu'en 1999.

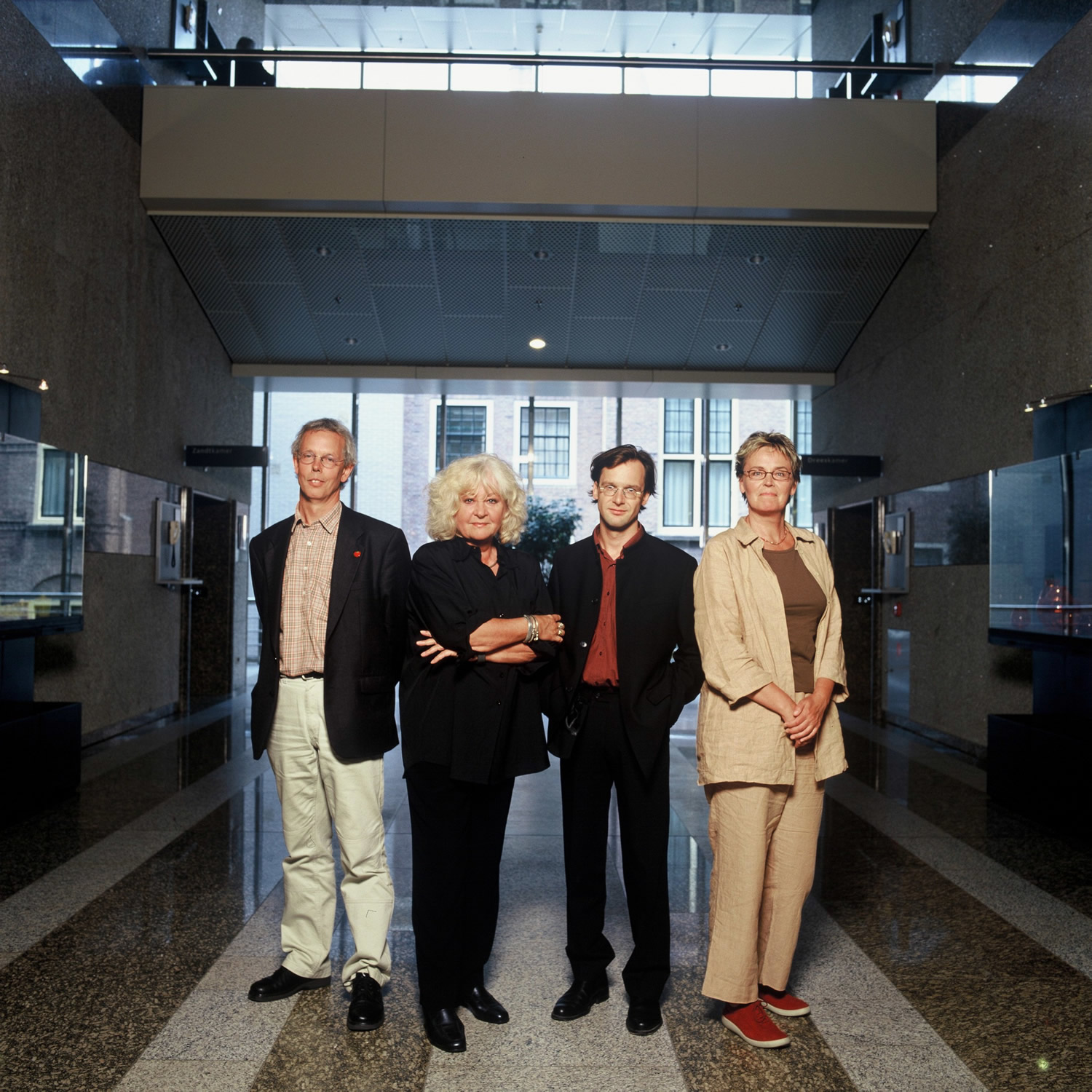
Sénateurs du Parti socialiste en 2003, avec Tiny Kox à gauche.

En 1994, il devient secrétaire général du Parti socialiste. Réélu en 1996 et 1999, il quitte ses fonctions en 2003 pour intégrer la Première Chambre des États généraux et présider le groupe parlementaire. Il démissionne de la présidence du groupe parlementaire en 2022 en raison de ses engagements européens.

### Carrière européenne
Il est élu à la présidence de l'Assemblée parlementaire du Conseil de l'Europe le 24 janvier 2022,, succédant au Belge Rik Daems. Il annonce faire d'une « priorité absolue » la mise en œuvre de la Convention européenne des droits de l'Homme dans tous les États membres du Conseil de l'Europe. Il a également souhaiter « mettre davantage l'accent sur la protection des droits sociaux et économiques », œuvrer à « éliminer les discriminations » et soutenir le droit « à un environnement sûr, sain et durable ».
Immédiatement après son entrée en fonction, Kox a été confronté à la guerre d'agression de la Russie contre l'Ukraine. En tant que président, il a convoqué une réunion urgente d'une commission mixte avec le Comité des Ministres et une session extraordinaire de l'Assemblée, sur la base desquelles la Russie a d'abord été suspendue, puis expulsée du Conseil de l'Europe. Selon Kox, la Russie, en envahissant l'Ukraine, avait franchi la "ligne rouge" de l'organisation de traité la plus ancienne et la plus large d'Europe, créée au lendemain de la Seconde Guerre mondiale pour préserver et protéger la paix au moyen d'une coopération pacifique sur la base du respect de la règle du droit, des droits de l'homme et de la démocratie. Peu de temps après, il a été invité par le président de la Verkohvna Rada en Ukraine et a été parmi les premiers dirigeants d'organisations internationales à se rendre en Ukraine.
Selon lui, l'agression unilatérale russe souligne l'urgente nécessité d'organiser un nouveau Sommet des chefs d'Etat et de gouvernement pour restaurer et renforcer un multilatéralisme efficace en Europe, dans lequel le Conseil de l'Europe doit avoir un rôle des plus pertinents. La décision de tenir ce sommet a été annoncée le 7 novembre 2022 par la présidence irlandaise du Comité des Ministres du Conseil de l'Europe. Elle aura lieu les 16 et 17 mai 2023, à Reykjavik, comme l'a annoncé le même jour le Premier ministre islandais Kattin Jakobsdottir. La décision a été saluée par Kox, déclarant que "le sommet devrait renforcer et conduire à un Conseil de l'Europe renouvelé, amélioré et renforcé, avec de nouvelles compétences et mieux équipé pour protéger et promouvoir la sécurité démocratique".